# Rebot (film)
 Rebot  (original:  Rebound) és una pel·lícula estatunidenca dirigida per Steve Carr, estrenada el 2005 i doblada al català.

## Argument
Roy McCormick és un entrenador de bàsquet a qui no falta ni talent ni energia. Però un dia, portat pel seu comportament inestable i impulsiu, té un error tècnic i és acomiadat: és incontrolable! Per guanyar-se la vida, és obligat encarregar-se d'un equip de col·legials que a penes saben botar una pilota… Amb ells els terrenys s'assemblen a camps de batalla, però Roy té més d'un as a la màniga!

## Repartiment
- Martin Lawrence: Roy McCormick / Don el pastor
- Wendy Raquel Robinson: Jeanie Ellis
- Breckin Meyer: Tim Fink
- Horatio Sanz: Mr Newirth
- Oren Williams: Keith Ellis
- Patrick Warburton: Larry Burgess
- Megan Mullally: el director Walsh
- Eddy Martin: One Love
- Steven Christopher Parker: Wes
- Steven Anthony Lawrence: Ralph
- Logan McElroy: Fuzzy
- Gus Hoffman: Goggles
- Tara Correa-McMullen: Big Mac
- Amy Bruckner: Annie
- Alia Shawkat: Amy

## Al voltant de la pel·lícula
- Les comèdies esportives són molt preuades, als Estats Units. Entre aquestes, les que giren al voltant del bàsquet, per exemple Space Jam, dirigida per Joe Pytka el 1996, o Magic baskets, dirigida per John Schultz el 2002.

## Banda original
- Treat 'em Right, interpretada per Chubb Rock
- Line It Up Part 2, interpretada per AD
- Així parlà Zaratustra, composta per Richard Strauss
- Best Damn Sports Show Period Theme 2003, composta per John Colby
- Blossoms, interpretada per Red Hook Mansion
- What's Up Doc? (Can We Rock), interpretada per Fu-Schnickens
- Sweet Georgia Brown, interpretada per Brother Bones
- Sledgehammer, interpretada per Peter Gabriel
- Brick House, interpretada per les Commodores
- You Made Me Love You (I Didn't Want to Do It), composta per Joseph McCarthy i James V. Monaco
- Keep Movin, interpretada per Dub Pistols
- Smelter's Team Rap, composta per Chaka Blackmon
- Back in Love Again, interpretada per L.T.D.
- Take Me to the Next Phase (Part 1 & 2), interpretada per The Isley Brothers
- Hands Up, interpretada per Black Eyed Peas
- Jump Around, interpretada per House of Pain
- Hey Ya, interpretada per OutKast
- Puppy Love, interpretada per Paul Anka
- Jump, interpretada per Janina
- She's the One, interpretada per William Goodrum
- Splendid, composta per Kenneth Edmonds
- Unbelievable, interpretada per EMF
- Eye of the Tiger, interpretada per Survivor